# Władysław Chyliński
Władysław Marian Chyliński herbu Jastrzębiec (ur. 1876, zm. 14 marca 1930) – polski c. k. urzędnik, kierownik starostw.

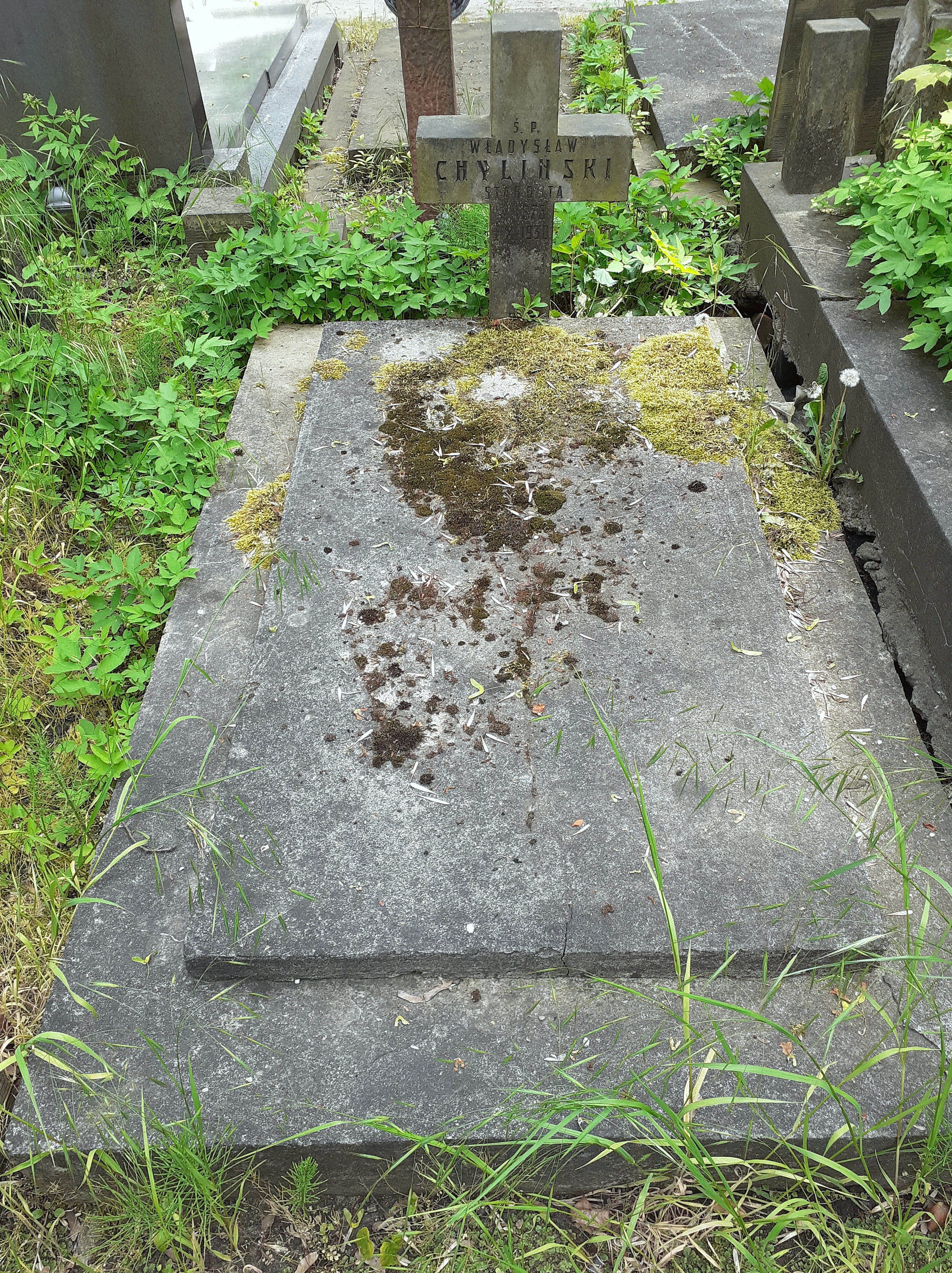
Nagrobek Władysława Chylińskiego

## Życiorys
Urodził się w 1876. W 1894 ukończył C. K. IV Gimnazjum we Lwowie.
W okresie zaboru austriackiego w ramach autonomii galicyjskiej wstąpił do służby państwowej. Początkowo w randze praktykanta konceptowego C. K. Namiestnictwa ze Lwowa pracował w urzędzie starostwa c. k. powiatu samborskiego od ok. 1898. Następnie był zatrudniony w urzędzie starostwa c. k. powiatu sanockiego, gdzie był praktykantem konceptowym od ok. 1900, koncepistą Namiestnictwa od ok. 1902, komisarzem od ok. 1904. Jako komisarz rządowy zasiadał w wydziale Kasy Oszczędności Miasta Sanoka od jej założenia w 1904. W lutym 1911 został mianowany sekretarzem c. k. Namiestnictwa. W tym charakterze w kwietniu 1911 został przeniesiony z Sanoka na stanowisko kierownika starostwa c. k. powiatu chrzanowskiego. Stanowisko sprawował w kolejnych latach, w tym po wybuchu I wojny światowej. Równolegle pełnił funkcję przewodniczącego C. K. Rady Szkolnej Powiatowej w Chrzanowie. W czerwcu 1916 przebywał w pałacu Metternich w uzdrowisku Baden (w tym czasie był tam także rotmistrz Mieczysław Chyliński, syn Kajetana, sędziego w Sanoku). Z Chrzanowa został przeniesiony przez c. k. Namiestnika na stanowisko kierownika starostwa c. k. powiatu rzeszowskiego i 9 października 1916 objął urzędowanie w Rzeszowie. W listopadzie 1916 został członkiem Powiatowego Komitetu Opieki nad Sierotami w Rzeszowie. Pełniąc funkcję w charakterze sekretarza namiestnictwa jesienią 1917 został mianowany przez c. k. ministra spraw wewnętrznych starostą. Według stanu z 1918 był starostą c. k. powiatu brzeskiego.
Zmarł 14 marca 1930. Został pochowany na Cmentarzu Powązkowskim w Warszawie (kwatera 100-2-27).

## Odznaczenia
austro-węgierskie
- Krzyż Kawalerski Orderu Franciszka Józefa (1916)[18][17]
- Odznaka Honorowa Czerwonego Krzyża II klasy z dekoracją wojenną (1917)[19]
- Krzyż Wojenny za Zasługi Cywilne II klasy (1917)[20]
- Medal Jubileuszowy Pamiątkowy dla Cywilnych Funkcjonariuszów Państwowych (przed 1912)[10][17]
- Krzyż Jubileuszowy dla Cywilnych Funkcjonariuszów Państwowych (przed 1912)[10][17]